# Rüblinger Bach
Der Rüblinger Bach ist ein 21⁄2 km langer Bach im nördlichen Baden-Württemberg, der nach seinem Lauf nach Südosten etwa einen Kilometer westlich des Dorfrandes von Döttingen in der Gemeinde Braunsbach im Landkreis Schwäbisch Hall von links in den unteren Eschentaler Bach mündet.

## Geographie

### Verlauf
Der Rüblinger Bach entsteht auf der Kupferzeller Ebene am Nordwestrand des zur Teilgemarkung Feßbach der Gemeinde Kupferzell im Hohenlohekreis gehörenden Weilers Rüblingen. An einem Wirtschaftswegekreuz auf 395,4 m ü. NHN beginnt ein in natürlicher Mulde neben einem Feldweg schnurgerade westsüdwestwärts laufender Seitengraben, der oft keinen Durchfluss hat. Nach etwa 400 Metern knicken Graben und Weg kurz vor einem großen außeröstlichen Landwirtschaftsgebäude nach Südosten ab. Der Bachlauf quert bald an den westlichsten Häusern von Rüblingen die L 1036 von Feßbach nach Döttingen, die ihm im Folgenden bis zur Mündung recht nahe am linken Unterhang des dort nun schon merklich eingetieften Tales folgen wird, in dem er fast beständig Wasser führt.
Anfangs läuft der Bach noch von Feldern umgeben neben der Straße als Graben in einem Grünstreifen, aber schon nach etwa 400 Metern tritt er in den Talwald seines landschaftstypischen Kerbtals ein, das leicht geschlungen verläuft. Der Bach fließt dort in einem nach und nach bis zu sechs Meter breiten Bett auf felsiger oder von vielen Steinblöcken übersäter Sohle, vereinzelt queren Riegel aus Holz den Lauf und halten das Geschiebe zurück, von den Hängen fließen an manchen Stellen unbeständige Gerinne aus Sickerquellen zu. Nach etwa 300 Metern mündet von links der zuletzt aus Richtung Rüblingen kommende Rößegraben aus einem kurzen, ebenfalls bewaldeten Nebental zu, der zuvor ebenfalls lange auf der Hochebene unbeständig einen Feldweggraben durchläuft.
Noch einmal dreihundert Meter weiter zweigt linksseits von der Landesstraße die Zufahrt zum nahen Rüblinger Kalksteinbruch ab, für welchen der Bach durch einen Betondamm angestaut ist, hinter welchem Wasser über eine Röhre dem Steinbruchbetrieb zugeführt wird. Weiter abwärts wird es nach Gebrauch wieder zurückgeleitet und trägt in den Bachlauf unterhalb erkennbarer Sand und Kalkpartikel ein. Auch lagert sich auf Baum und Strauch zeitweilig Kalkstaub aus dem Steinbruch ab.
Etwa 600 Meter vor der Bachmündung fließt gegenüber dem linken Rüblinger Berg von Osten her aus seiner Bachklinge der Bachensteiner Bach zu. Auf dem völlig bewaldeten Sporn Bachenstein zwischen den beiden Bächen liegen die Reste der schon im Spätmittelalter abgegangenen Burg Bachenstein.
Für seine letzten 200 Meter tritt der Bach aus seinem Talwald in den offenen Talgrund des Eschentaler Bachs aus, jedoch begleitet ihn weiter eine Baumgalerie. Schließlich mündet der Rüblinger Bach nach 2,5 km langem Lauf mit mittlerem Sohlgefälle von etwa 45 ‰ rund 115 Höhenmeter unterhalb seines Grabenursprungs am Rand von Rüblingen von links in den unteren Eschentaler Bach, der dort von Nord- und Ostlauf abknickt und etwa einen Kilometer weiter abwärts den Ortsrand seines Mündungsdorfes Döttingen erreicht.

### Einzugsgebiet
Der Rüblinger Bach hat ein 2,9 km² großes Einzugsgebiet, das naturräumlich im Kupferzeller Ebene und Kocheneck genannten Teil der Unterraums Westliche Hohenloher Ebene der Hohenloher und Haller Ebene liegt. Der höchste Punkt liegt an der Nordostecke an einem Wasserreservoir am Rand des Waldes Eichholz ostnordöstlich von Rüblingen und erreicht 418 m ü. NHN. Auf der Hochebene liegen meist Felder, Wälder stehen nur in den Talklingen und vor allem auf dem Bachenstein-Sporn sowie rechtsseits der Klinge des Bachensteiner Bachs, insgesamt weniger als ein Drittel der Gesamtfläche. Relativ groß ist der Flächenanteil des Steinbruchs mit etwa einem Achtel. Der einzige Ort ist der Weiler Rüblingen von Kupferzell, er liegt ganz innerhalb. Neben Kupferzell hat nur noch die Gemeinde Braunsbach ein Sechstel Anteil am Einzugsgebiet, im Wesentlichen ist dies Waldgebiet auf dem genannten Sporn.
Reihum grenzen die Einzugsgebiet der folgenden Nachbargewässer an:
- Im Süden fließt der Goggenbach etwas weiter oberhalb in den Eschentaler Bach, der zum Kocher läuft;
- Hinter einem ganz kurzes Stück der südwestlichen Wasserscheide liegt Einzugsgebiet des Hörlebachs, der über einen anderen Goggenbach zur Kupfer entwässert, im übrigens Südwesten der Ohrnbach direkt zu dieser;
- im Westen fließt der Feßbach zum Lietenbach;
- im Nordwesten liegt das Quellgebiet des Lietenbachs selbst, der ebenfalls zur Kupfer entwässert, die weit abwärts des Rüblinger Bachs den Kocher speist;
- jenseits der nördlichen Wasserscheide fließt der Baierbach weniger weit abwärts in diesen;
- im Nordwesten gibt es ein nur ganz kurzes Stück Wasserscheide gegen die Brandklinge, die noch weniger weit abwärts zum Kocher läuft;
- im Osten ist das Kochertal nur wenig entfernt, die dort von der Scheide her keinen dauerhafter Zufluss erfährt;
- im Südosten liegt Einzugsgebiet des Eschentaler Bachs abwärts der Bachmündung.

### Zuflüsse und Seen

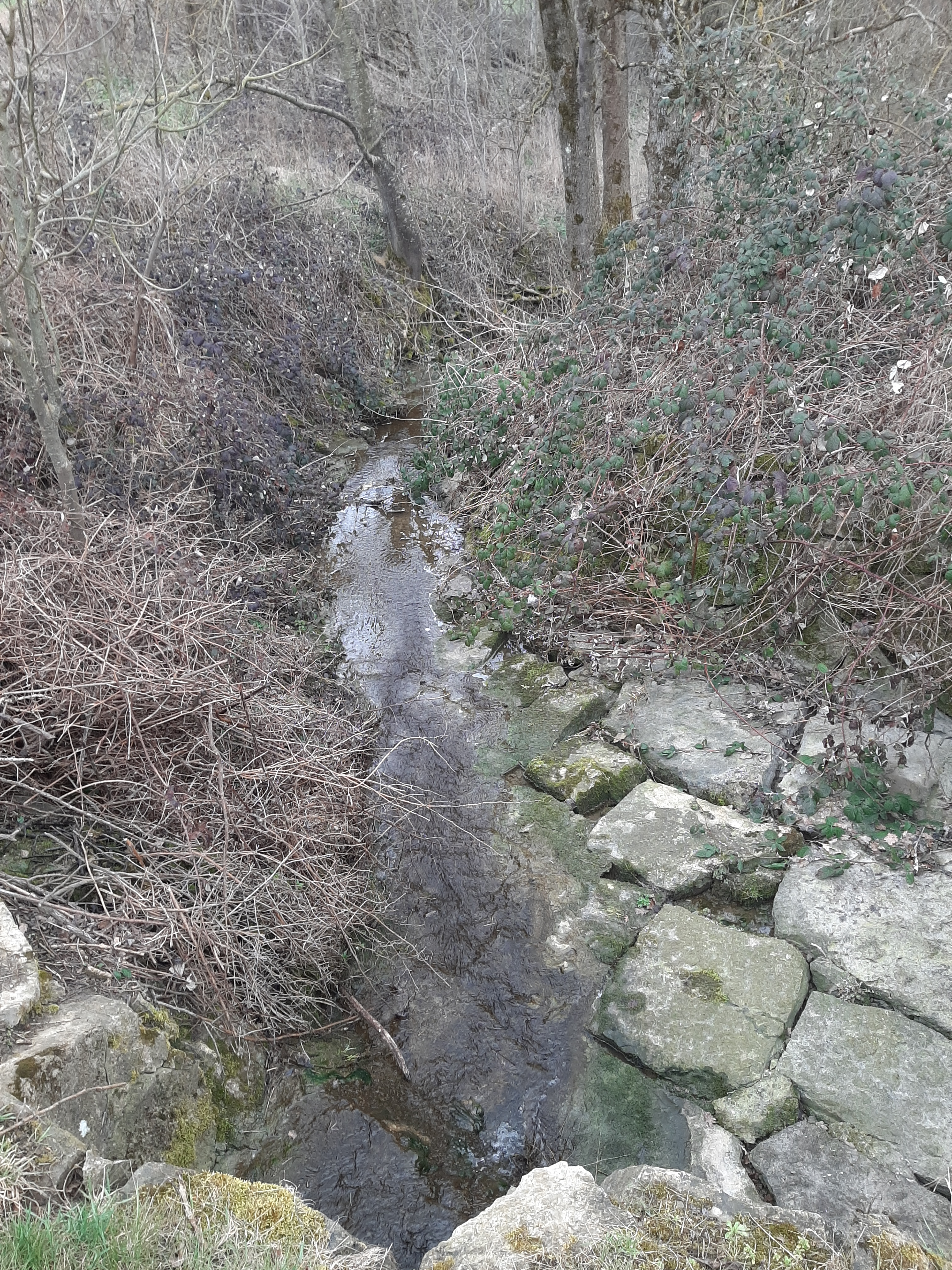
Blick abwärts über den Rößergraben am Südrand von Rüblingen

Liste der Zuflüsse von der Quelle zur Mündung. Gewässerlänge, Einzugsgebiet und Höhe nach den entsprechenden Layern auf der Onlinekarte der LUBW. Andere Quellen für die Angaben sind vermerkt.
- Rößegraben, von links und Nordwesten auf etwa 348 m ü. NHN südlich von Rüblingen am Mittellauf, 1,1 km und ca. 0,6 km². Entsteht auf etwa 400 m ü. NHN östlich von Rüblingen im Röße(n)grund.
Der Rüblinger Bach ist bis dorthin schon 1,3 km lang und hat schon ein ca. 0,8 km² langes Einzugsgebiet angesammelt.
- Bachensteiner Bach, von rechts und Westen auf 306,1 m ü. NHN[LUBW 2] unter dem Sporn mit der Ruine der Burg Bachenstein, 0,6 km und ca. 0,6 km². Entsteht auf etwa 355 m ü. NHN in seiner Waldklinge.

## Geologie
Die höchste mesozoische Schicht im Einzugsgebiet ist der Lettenkeuper (Erfurt-Formation), der im Bereich der Kupferzeller Ebene den Muschelkalk im Untergrund bedeckt. Im Lettenkeuper entstehen der Rüblinger Bach und der erste Zufluss Rößegraben. Dieser erreicht den Oberen Muschelkalk am unteren Ortsrand von Rüblingen, der Rüblinger Bach an seinem Linksschwenk nach Südosten. Etwas nach der Steinbruchzufahrt hat er sich dann in den Mittleren Muschelkalk eingeteuft und etwas nach dem Zufluss des Bachensteiner Bachs in den Unteren, in dessen Schichthöhe er auch mündet.
Schwemmland liegt breit in der flachen Talmulde Röße(n)grund des Rößegraben vor Rüblingen, es endet am Beginn von seiner Unterlaufklinge. Der Rüblinger Bach läuft nach seinem Schwenk bis zum Eintritt in den Klingenwald in einem Schwemmlandstreifen. Nach den steileren Talabschnitten lagert erst wieder ab dem Zufluss des Bachensteiner Bachs Schwemmland um den Rüblinger Bach. In einer breiter Zone am Nord- und Westrand des Einzugsgebietes bedeckt Lösssediment aus quartärer Ablagerung den Lettenkeuper.
Der Abbau im als Geotop ausgewiesenen und teilweise schon verfüllten Steinbruch geht auf den Oberen Muschelkalk, das Profil der Abbauwand endet zuoberst mit dem Lettenkeuper. Wie einige Dolinen am Südabhang des Bachenstein-Sporns im Bereich des Lettenkeuper-Ausstrichs zeigen, ist der Obere Muschelkalk verkarstet.

## Natur und Schutzgebiete
Die Klinge des Bachensteiner Bachs steht als Bachensteiner Tal unter Naturdenkmalschutz. Der Braunsbacher Gebietsanteil mit dem Bachenstein und dem Tal unterhalb von ihm liegt im Landschaftsschutzgebiet Kochertal zwischen Schwäbisch Hall und Weilersbach mit Nebentälern.

### LUBW
Amtliche Online-Gewässerkarte mit passendem Ausschnitt und den hier benutzten Layern: Lauf und Einzugsgebiet des Rüblinger Bach

Allgemeiner Einstieg ohne Voreinstellungen und Layer: Daten- und Kartendienst der Landesanstalt für Umwelt Baden-Württemberg (LUBW) (Hinweise)
1. ↑  Höhe nach schwarzer Beschriftung auf dem Hintergrundlayer Topographische Karte.
2. 1 2  Höhe nach grauer Beschriftung auf dem Hintergrundlayer Topographische Karte.
3. 1 2  Länge nach dem Layer Gewässernetz (AWGN).
4. ↑  Einzugsgebiet nach dem Layer Basiseinzugsgebiet (AWGN).
5. ↑  Natur teilweise nach dem Layer Geschützte Biotope.
6. ↑  Einzugsgebiet abgemessen auf dem Hintergrundlayer Topographische Karte.
7. ↑  Höhe nach dem Höhenlinienbild auf dem Hintergrundlayer Topographische Karte.
8. ↑  Dolinen nach dem Layer Geschützte Biotope.
9. ↑  Schutzgebiete nach den einschlägigen Layern.

### Andere Belege
1. ↑  Abfluss-BW - Daten und Karten
2. ↑  Wolf-Dieter Sick: Geographische Landesaufnahme: Die naturräumlichen Einheiten auf Blatt 162 Rothenburg o. d. Tauber. Bundesanstalt für Landeskunde, Bad Godesberg 1962. → Online-Karte (PDF; 4,7 MB)
3. ↑  Höhe nach schwarzer Beschriftung auf dem Layer WMS LGL-BW Topographische Freizeitkarte 1:25.000 von: Geoportal Baden-Württemberg (Hinweise)
4. ↑  Geologie nach den Layern zu Geologische Karte 1:50.000 auf: Mapserver des Landesamtes für Geologie, Rohstoffe und Bergbau (LGRB) (Hinweise)
5. ↑  Beschreibung des Geotops nach dem Geotopsteckbrief beim Landesamt für Geologie, Rohstoffe und Bergbau (LGRB).